# Elecciones legislativas de Francia de 1967
Las elecciones legislativas en Francia de la tercera legislatura de la Quinta República se desarrollaron los días 5 y 12 de marzo de 1967.

## Resultados
| Partidos y Coaliciones                                       | Partidos y Coaliciones | Partidos y Coaliciones | Primera Vuelta | Primera Vuelta | Segunda Vuelta | Segunda Vuelta | Escaños        |
| Partidos y Coaliciones                                       | Partidos y Coaliciones | Partidos y Coaliciones | Votos          | %              | Votos          | %              | Escaños        |
| ------------------------------------------------------------ | --- | ---------------------- | -------------- | -------------- | -------------- | -------------- | -------------- |
|                                                              | Unión por la Defensa de la República (Union pour la défense de la République) - Republicanos Independientes (Républicains indépendants) - Unión por la Defensa de la República (Union pour la défense de la République) - Republicanos Independientes (Républicains indépendants) | UDVeR-RI               | 8.448.082      | 37.73          | 7.972.908      | 42.60          | 243 - 201 - 42 |
|                                                              | Centro Democrático (Centre démocrate) | CD                     | 2.829.995      | 12.64          | 1.328.777      | 7.10           | 41             |
|                                                              | Otros partidos de derecha | DVD                    | 1.140.748      | 5.10           | 702.352        | 3.73           | 9              |
| Total Derecha ("Mayoría Presidencial" y CD)                  | Total Derecha ("Mayoría Presidencial" y CD) |                        | 12.418.825     | 55.47          | 10.004.037     | 53.43          | 293            |
|                                                              | Partido Comunista Francés (Parti communiste français) | PCF                    | 5.039.032      | 22.51          | 3.998.790      | 21.37          | 73             |
|                                                              | Federación de la Izquierda Democrática y Socialista (Fédération de la gauche démocrate et socialiste) | FGDS                   | 4.224.110      | 18.96          | 4.505.329      | 24.08          | 117            |
|                                                              | Partido Socialista Unificado (Parti socialiste unifié) | PSU                    | 495.412        | 2.21           | 173.466        | 0.93           | 4              |
| Total Izquierda                                              | Total Izquierda |                        | 9.758.554      | 43.68          | 8.677.585      | 46.38          | 194            |
|                                                              | Alianza Republicana por el Progreso y las Libertades (Alliance républicaine pour le progrès et les libertés) | ARPL                   | 191.232        | 0.85           | 28.347         | 0.15           | -              |
|                                                              | Total |                        | 22.389.514     | 100.00         | 18.333.791     | 100.00         | 487            |
| Abstención: 19.08% (Primera Vuelta); 31.27% (Segunda Vuelta) | |                        |                |                |                |                |                |

## Composición de la Asamblea Nacional
| Grupo        | Miembros | Relacionados | Total | %     |
| ------------ | -------- | ------------ | ----- | ----- |
| UDR          | 180      | 20           | 200   | 41,15 |
| FGDS         | 116      | 5            | 121   | 24,90 |
| Comunista    | 71       | 2            | 73    | 15,02 |
| RI           | 39       | 3            | 42    | 08,64 |
| PDM          | 38       | 3            | 41    | 08,43 |
| No inscritos | 9        | -            | 9     | 01,85 |
| Total        | 453      | 33           | 486   | 100,0 |

Un escaño vacante (Costa francesa de los Somalíes)
Mayoría : UDR + RI
*UDR : Unión Democrática por la V República
*FGDS : Federación de la Izquierda Democrática y Socialista
*RI : Republicanos Independientes
*PDM : Progreso y Democracia Moderna